# Eparchie samarská
Eparchie Samara je eparchie ruské pravoslavné církve nacházející se v Rusku.

## Území a titul biskupa
Zahrnuje správní hranice území městského okruhu Samara, Toljatti, Žiguljovsk, Syzraň, Novokujbyševsk, také Volžského, Stavropolského, Syzraňského a Šigonského rajónu Samarské oblasti.
Eparchiálnímu biskupovi náleží titul biskup samarský a novokujbyševský.

## Historie
Dne 5. prosince 1849 byl zřízen volžský vikariát saratovské eparchie ale neměl dlouhé trvání. Jeho hranice nebyly definitivně schváleny a 31. prosince 1850 byl zrušen v souvislosti vzniku Samarské gubernie, ve které se měla nacházet samostatná eparchie.
Dne 1. ledna 1851 byla rozhodnutím Nejsvětějšího synodu zřízena eparchie samarská a stavropolská.
Prvním eparchiálním biskupem se stal biskup vinnycký Jevsevij (Orlinskij).

## Seznam biskupů
- 1850–1856 Jevsevij (Orlinskij)
- 1857–1865 Feofil (Naděždin)
- 1866–1877 Gerasim (Dobroserdov), svatořečený
- 1877–1891 Serafim (Protopopov)
- 1891–1892 Vladimir (Bogojavlenskij), svatořečený mučedník
- 1892–1904 Gurij (Burtasovskij)
- 1904–1911 Konstantin (Bulyčjov)
- 1911–1913 Simeon (Pokrovskij)
- 1913–1914 Pitirim (Oknov)
- 1914–1918 Michail (Bogdanov)
- 1919–1921 Filaret (Nikolskij)
- 1922–1928 Anatolij (Grisjuk), svatořečený mučedník
  - 1924–1925  Sergij (Zverev), dočasný administrátor, svatořečený mučedník
- 1928–1933 Alexandr (Trapicyn), svatořečený mučedník
- 1933–1935 Petr (Rudněv)
- 1935–1938 Irinej (Šulmin)
  - 1939–1941 Andrej (Komarov), představeny jediného fungujícího chrámu v eparchii
- 1941–1941 Andrej (Komarov)
- 1941–1942 Pitirim (Sviridov)
- 1942–1952 Alexij (Palicyn)
- 1952–1956 Ieronim (Zacharov)
- 1956–1959 Mitrofan (Gutovskij)
- 1959–1960 Palladij (Šerstěnnikov), dočasný administrátor
- 1960–1965 Manuil (Lemeševskij)
- 1965–1969 Ioann (Snyčjov), dočasný administrátor
- 1969–1990 Ioann (Snyčjov)
- 1990–1993 Jevsevij (Savvin)
- 1993–2025 Sergij (Poletkin)
- od 2025 Feodosij (Čaščin)

## Přehled jmen eparchie
- 1850–1935 samarská a stavropolská
- 1935–1991 kujbyševská a syzranská
- 1991–2017 samarská a syzranská
- 2017–2019 samarská a toljattinská
- od 2019 samarská a novokujbyševská